# Contea di Tiandong
La contea di Tiandong (田东县S, Tiándōng XiànP) è una contea della Cina, situata nella regione autonoma di Guangxi e amministrata dalla prefettura di Baise.